# Письмо из 45-го
«Письмо из 45-го» (на русском языке) — песня-финалист (Песня-83.) телевизионного фестиваля «Песня года» в СССР, затем в России. Автор музыки — Игорь Лученок, советский и белорусский композитор, педагог, Народный артист СССР (1987). 
Автор слов — Михаил Ясень (настоящее имя Михаил Аронович Гольдман) — советский и белорусский поэт-песенник.
Впервые прозвучала в эфире 30 декабря 1983 года под аккомпанемент эстрадно-симфонического оркестра ЦТ и ВР, дирижёр — Александр Михайлов, в исполнении народного артиста Белоруссии, заслуженного артиста Российской Федерации Ярослава Евдокимова и Московского хора молодежи и студентов (лауреат Премии Ленинского комсомола), х/р проф. Борис Тевлин (заслуженный деятель искусств РСФСР, лауреат Премии Ленинского комсомола) в концертной студии «Останкино» в заключительном концерте Всесоюзного телевизионного фестиваля советской песни «Песня-83».

## История песни
Важно не забывать о подвигах, о великих победах, о трудных фронтовых дорогах отцов и дедов. Чтобы молодое поколение знало истину о наших простых людях — с какими мыслями они шли в бой, почему не жалели ни своей крови, ни своей жизни, чтобы приблизить долгожданную Победу.
Стихи и песни Михаила Ясеня, проникновенного, лирического поэта знают и любят до сих пор, хотя многие из его произведений посвящены военной теме. Высоким патриотическим звучанием ознаменована военная поэзия этого человека. В ней изображен героизм людей, воспета несокрушимость народного духа.
Возможно более эмоционального «репортажа» из далеких времен Великой Отечественной, чем песни Михаила Ясеня, нет. «Письмо из 45-го», «Майский вальс» и ещё десятки, написанные Михаилом Ароновичем в соавторстве с лучшими белорусскими композиторами.
Михаил Ясень искренне и с большим чувством рассказывает об истории создания своей, как он считает, лучшей песни. Она называется «Письмо из 45-го»:

«Честное слово, не помню, как я пришёл к своей главной, замечательной песне. Где-то в архиве сохранился её черновик с моим первым названием „Ты посмотри, какой я молодой“. Песня антивоенная, романтическая и в то же время патриотическая, в которой готовность защищать Родину до конца сочеталась с огромной любовью к жизни, где жестокие сражения, в которых гибла молодежь, происходили во время весны, солнечной, цветущей… Это была песня-завещание: беречь мир, прекрасный мир вокруг нас, беречь жизнь… Где-то у меня в подсознании, по наитию, пришли и выстроились строки, сюжет и ритмика песни. Наверное, было это тогда, когда я рассматривал свои, военных лет, фото… Я уже не помню. Помню только, что это было в 1982 году, осенью, а может, и в 1981-м…»
Автор прочитал стихотворение своим большим друзьям Виле и Алле Хмельникам. Они были растроганы услышанным. Посоветовали отдать произведение Игорю Лученку.

«Дома я думал, долго и мучительно. После тяжелых раздумий я позвонил Лученку и предложил стихи. Он сразу сказал: — Приноси! — Мы стали работать».
Романтические образы не исключают ярких реалистических черт, и в этом сила поэзии Михаила Ясеня. Классическим примером такого симбиоза романтического и реалистического есть «Письмо из 45-го», где воспет подвиг героев войны. Пламенная любовь к родному дому и ко всей Родине, тонкая поэтичность души, преданность земле и народу перерастают в гнев, храбрость, непримиримость, когда речь идет о врагах:
А мы опять ушли туда, где выстрелы,

Где взрывы бомб и мин зловещий вой.

Пошли вперед, чтоб выдержать, чтоб выстоять,

Пусть даже самой страшною ценой.
Это синтез храбрости и мужества воина-патриота.
Из произведения последующие поколения будут познавать героическое время войны, эпоху искоренения с лица земли самой страшной беды во всей истории человечества — фашизма:
Земля стонала вся в крови, в пожарищах,

И мы за жизнь вели жестокий бой,

И рядом наземь падали товарищи,

И каждый был такой же молодой.
Особенно высокого идейно-эмоционального содержания набирает кульминация:
Я говорю с тобой из сорок пятого,

Взгляни на снимок: я на нём живой.

Не допусти же вновь войну проклятую!

Пусть будет мирным небо над тобой!
Фашизм нанес стране огромный урон, но дух людей не сломил. Наоборот, в битве с врагом раскрылись высокие моральные качества бессмертного народа, который отстаивал право на жизнь и счастье. Прекрасное наполняет землю вновь:
Нам бы жить да жить, жить бы да любить,

Этот мир беречь на земле!
Стихотворение полифоническое, как музыкальное произведение. Ритмика и мелодика повествования, несмотря на небольшой размер произведения, разнообразная и переменчивая.
Из воспоминаний М.Ясеня:

«В один из дней Лученок сообщил мне, что решил дать песню Ярославу Евдокимову, тогда солисту ансамбля БВО, который и исполнил её».
Не каждый хороший текст может «зазвучать» так, что будет восприниматься песней. Известен такой секрет Ярославу Евдокимову. В исполнении заслуженного артиста Белорусской ССР Ярослава Евдокимова произведение приобрело особенную эстетическую силу и красоту. Хотя «Письмо из 45-го» очень нелегко далось Ярославу Евдокимову. Много сил, терпения и выдержки потребовалось от исполнителя для того, чтобы прочно «состыковать» декламационную и распевную части этого произведения и добиться высокого качества его звучания во время записи на радио. Исполнение Ярослава Евдокимова считается лучшим.
Из воспоминаний Я.Евдокимова:

«Однажды мне довелось петь в Боровлянах, в госпитале для инвалидов Отечественной войны. Пел им вот эту самую… „Письмо из сорок пятого“. В зале — жуткая тишина. В зале — люди без рук, без ног. Они смотрели на меня и… плакали. Я не допел… не допел до конца, сам расплакался… После этого так проживаю эти песни — вижу те глаза искалеченных войной солдат…».
Искренняя песня-обращение светлой болью трогает душу и исполнителя, и слушателей. Она очаровывает, захватывает суровой правдивостью. На радио и телевидение хлынул поток восторженных отзывов.
Из воспоминаний автора:

«Однажды Алесь Ставер и Лученок подвозили меня на машине домой. — Понимаешь ли ты, — сказал Алесь Лученку, — что за музыку к песне ты написал? Её публиковали все республиканские газеты: „Советская Белоруссия“, „Во славу Родины“ и другие».
Имя народного артиста Беларуси и СССР, заслуженного деятеля искусств Беларуси и Польши, лауреата премии Ленинского комсомола Беларуси, премии Всесоюзного Ленинского комсомола, Государственной премии Беларуси, Международной премии профсоюзов, композитора Игоря Лученка широко известно в разных странах мира. Он вписал яркую страницу в историю песенной культуры XX в., создал колоритные и содержательные произведения, отобразившие дуновение эпохи и импульсивную жизнь современников. Песни И.Лученка вошли в сокровищницу белорусской музыкальной культуры, раскрыв новую грань в этом жанре музыкального искусства. Его произведения исполняют артисты белорусской и российской эстрады, они постоянно звучат как на Родине композитора, так и далеко за пределами Беларуси.
Игорь Лученок работает в разных жанрах — вокально-симфоническом, камерно-инструментальном, камерно-вокальном. Основная образная сфера его творчества лирико-романтическая. Музыке свойственны мелодичность и национальная самобытность.
Произведения композитора задевают самые потаенные струны сердца, пробуждают добро, свет и любовь. Его песни прославляют семью, отцовский дом, любимое Отечество. В классику песен о Великой Отечественной войне прочно вошла его песня «Письмо из 45-го». Уже более тридцати лет этой жемчужине песенного творчества, а она по-прежнему входит в каждый дом, светится любовью юности.
Не один раз фирма «Мелодия» издавала эту песню. Впервые на пластинку её записал Ярослав Евдокимов. (И. ЛУЧЕНОК: «Песни и инструментальная музыка»). Песня публиковалась в печати, в различных изданиях, ежедневно звучала по радио и на телевидении. Её исполняли на концертах ведущие артисты страны, в том числе Э.Хиль, Ю. Богатиков, И.Кобзон, другие известные певцы.
Из воспоминаний М.Ясеня:

«Как-то газета „Правда“ поместила полосу о концерте замечательного певца народного артиста СССР Бориса Зайцева. Кульминацией концерта стала песня „Письмо из 45-го“, которую пел слепой и на протезах Зайцев».
Тем временем песня «Письмо из 45-го» становилась воистину народной и обрастала легендами. "Газета «Известия» дала статью под таким же заголовком. В ней рассказывалось, как американский ветеран войны, услышав в Чикаго эту песню, разволновался и решил разыскать своего боевого друга из России. Друзья, которые в 1945 году встречались на Эльбе, спустя 40 лет снова увиделись. Во многом благодаря песне.
Михаил Ясень вспоминал:

«Песня не принесла мне ничего, кроме глубокого и очень важного удовлетворения, сознания выполненного долга перед теми, с кем вместе воевал в грозное для Родины время!» 
Песня «Письмо из 45-го» выдержала суровый экзамен временем, навсегда вошла в антологию шедевров песен о Великой Победе. Сегодня она является достоянием искусства.
Заголовок произведения, который передает драматическое содержание, стал названием книги песен и стихов поэта, а также радиопередач и рубрик.
По предложению Михаила Финберга поэт перевёл текст песни на белорусский язык для исполнения вокалистами Государственного концертного оркестра Беларуси.

## Известные исполнители

### Видеозаписи
- Ярослав Евдокимов Архивная копия от 7 декабря 2015 на Wayback Machine
- Эдуард Хиль
- Владимир Провалинский  Архивная копия от 15 марта 2016 на Wayback Machine
- Михаил Кизин
- Виктор Циркунович  Архивная копия от 26 марта 2016 на Wayback Machine
- Иосиф Кобзон
- Олег Непряхин
- Олег Дудко  Архивная копия от 16 марта 2016 на Wayback Machine
- Дмитрий Тодорюк и группа Авиатор  Архивная копия от 2 апреля 2016 на Wayback Machine
- Филипп Модестов  Архивная копия от 28 марта 2016 на Wayback Machine
- Вячеслав Черногоров  Архивная копия от 1 апреля 2016 на Wayback Machine

### Аудиозаписи
- Ярослав Евдокимов[9]
- Михаил Кизин[10]
- Эдуард Хиль[11]